# Iglesia de la Virgen del Solà
La Virgen del Solà, o Virgen del Solà de Espills, es un santuario en parte troglodítico situado cerca y al sur del pueblo de Espills. Pertenece al término municipal de Tremp, dentro de la coamrca del Pallars Jussá en la provincia de Lérida.
La iglesia fue construida por los monjes del monasterio ampurdanés de Sant Pere de Rodes, instalados en Tercui a finales del siglo XI, aunque mantuvo siempre dentro de las tierras pretendidas por el monasterio de Santa María de Lavaix.
La iglesia es de una sola nave cubierta con bóveda de cañón y ábside semicircular a levante. Todo muy sencillo, no tiene elementos ornamentales. El aparato es muy irregular, lo que hace ver una obra rural tardía, del siglo XII, pero muy conservadora, arquitectónicamente.